# Kiss Me Aishiteru
Pour les articles homonymes, voir Kiss Me (homonymie).
Singles de Cute
Aitai Lonely Christmas
(2010) Momoiro Sparkling
(2011)
Kiss Me Aishiteru (Kiss me 愛してる) (Embrasse-moi je t'aime) est le 15e single « major » et 21e single au total du groupe de J-pop Cute, sorti le 23 février 2011 au Japon sur le label zetima, écrit et produit par Tsunku. Il atteint la 4e place du classement Oricon. Sortent aussi deux éditions limitées (A et B) du single avec chacune un DVD bonus différent. Il sort également une semaine après en version « single V » (vidéo DVD). La chanson-titre figurera sur l'album Chō Wonderful 6 qui sort deux mois plus tard, ainsi que sur la compilation de fin d'année du Hello! Project Petit Best 12

## Membres
- Maimi Yajima
- Saki Nakajima
- Airi Suzuki
- Chisato Okai
- Mai Hagiwara

## Titres
Single CD
1. Kiss Me Aishiteru (Kiss me 愛してる?)
2. Hatachimae no Onna no Ko (二十歳前の女の子?)
3. Kiss Me Aishiteru (Kiss me 愛してる?)  (instrumental)

DVD de l'édition limitée "A"
1. Kiss Me Aishiteru (Kiss me 愛してる?) (Ball Chair Ver.)

DVD de l'édition limitée "B"
1. Kiss Me Aishiteru (Kiss me 愛してる?) (Metal Balloon Ver.)

Single V (DVD)
1. Kiss Me Aishiteru (Kiss me 愛してる?)
2. Kiss Me Aishiteru (Kiss me 愛してる?) (Close-up Ver.)
3. Making Eizō (メイキング映像?)

DVD de l'édition « Event V »
1. Kiss me Aishiteru (Maimi Yajima Solo Ver.) (Kiss me 愛してる (Maimi Yajima Solo Ver.))
2. Kiss me Aishiteru (Saki Nakajima Solo Ver.) (Kiss me 愛してる (Saki Nakajima Solo Ver.))
3. Kiss me Aishiteru (Airi Suzuki Solo Ver.) (Kiss me 愛してる (Airi Suzuki Solo Ver.))
4. Kiss me Aishiteru (Chisato Okai Solo Ver.) (Kiss me 愛してる (Chisato Okai Solo Ver.))
5. Kiss me Aishiteru (Mai Hagiwara Solo Ver.) (Kiss me 愛してる (Mai Hagiwara Solo Ver.) )